# 新魯德尼亞 (奧夫魯奇區)
51°17′58″N 28°13′37″E / 51.29944°N 28.22694°E
新魯德尼亞（烏克蘭語：Нова Рудня），是烏克蘭北部的村莊，隸屬日托米爾州的科羅斯滕區。該村始建於1840年，面積0.7平方公里，海拔高度205米，2001年人口57，人口密度每平方公里82.01人。